# Przemoc domowa

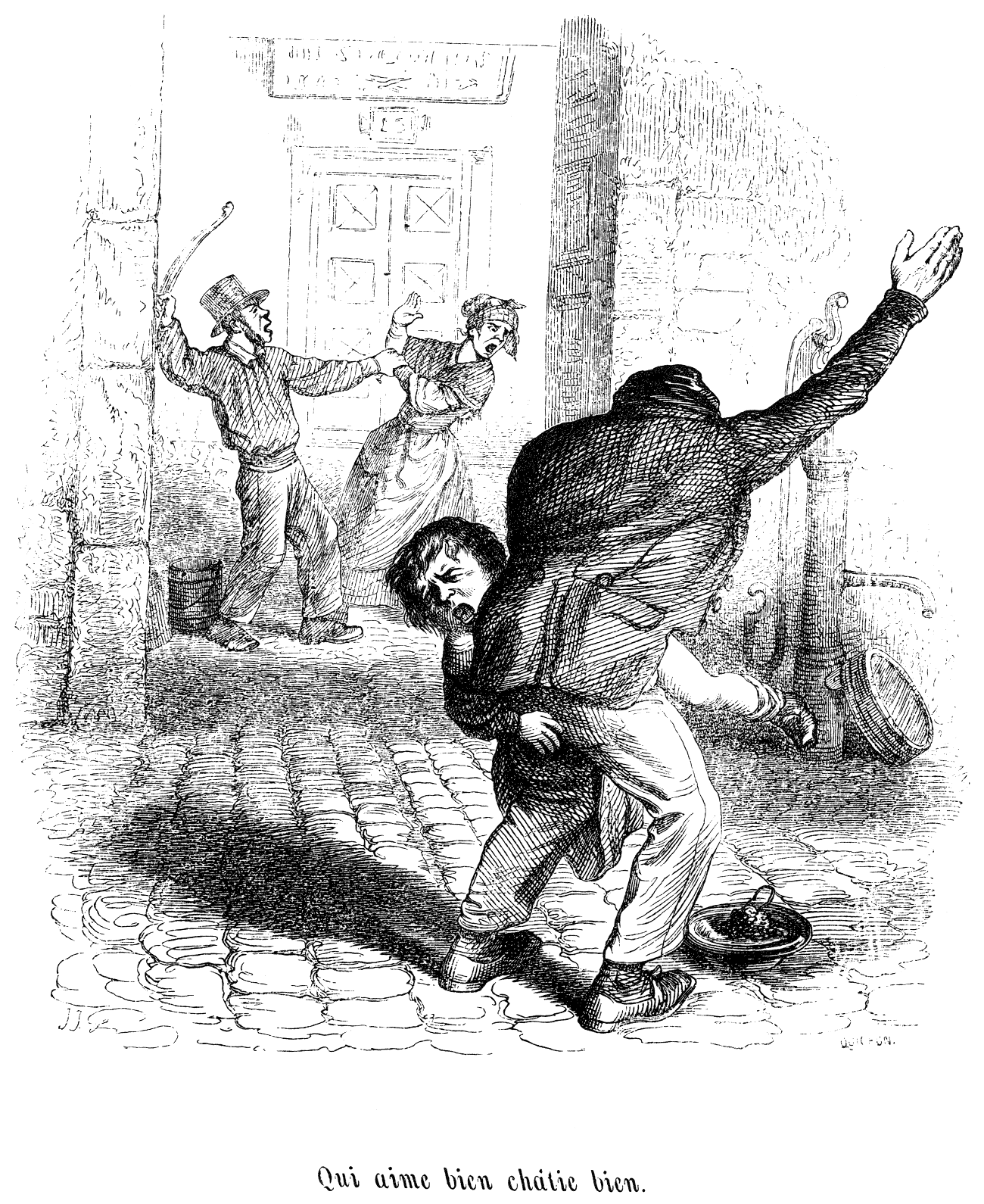
Przemoc w rodzinie nie jest zjawiskiem nowym. Ilustracja H. Fourniera z 1845 roku

Przemoc domowa (przemoc w rodzinie) – zjawisko społeczne zachodzące, gdy członek rodziny, mąż, żona lub inna osoba wspólnie zamieszkująca lub gospodarująca próbuje zdominować fizycznie lub psychicznie drugiego partnera, dzieci, rodziców, dziadków, teściów itp., używając przewagi fizycznej, gróźb, szantażu, w celu zranienia moralnie lub fizycznie.
Przemoc w rodzinie to zamierzone i wykorzystujące przewagę sił działanie przeciw członkowi rodziny, naruszające prawa i dobra osobiste, powodujące cierpienie i szkody.
Przemoc domowa charakteryzuje się tym, że:
1. Jest intencjonalna – przemoc jest zamierzonym działaniem człowieka i ma na celu kontrolowanie i podporządkowanie ofiary.
2. Siły są nierównomierne – w relacji jedna ze stron ma przewagę nad drugą. Ofiara jest słabsza, a sprawca silniejszy.
3. Narusza prawa i dobra osobiste – sprawca wykorzystuje przewagę siły narusza podstawowe prawa ofiary (np. prawo do nietykalności fizycznej, godności, szacunku itd.).
4. Powoduje cierpienie i ból – sprawca naraża zdrowie i życie ofiary na poważne szkody. Doświadczanie bólu i cierpienia sprawia, że ofiara ma mniejszą zdolność do samoobrony[3].

Według polskiej ustawy z dnia 29 lipca 2005 r. o przeciwdziałaniu przemocy domowej wraz z nowelizacją z 9 marca 2023 przyjęto następującą definicję przemocy domowej w prawie polskim: przemoc to jednorazowe albo powtarzające się umyślnie działanie lub zaniechanie wykorzystujące przewagę fizyczną, psychiczną lub ekonomiczną, naruszające prawa lub dobra osobiste osoby doznającej przemocy domowej, narażające te osoby na niebezpieczeństwo utraty życia, zdrowia lub mienia, naruszające jej godność, nietykalność cielesną lub wolność, w tym seksualną, powodujące szkody na jej zdrowiu fizycznym lub psychicznym, a także wywołujące cierpienia lub krzywdy, ograniczające lub pozbawiające tę osobę dostępu do środków finansowych lub możliwości podjęcia pracy lub uzyskania samodzielności finansowej i istotnie naruszające prywatność tej osoby lub wzbudzające u niej poczucie zagrożenia, poniżenia lub udręczenia, w tym podejmowane za pomocą środków komunikacji elektronicznej.
Konwencja o zapobieganiu i zwalczaniu przemocy wobec kobiet i przemocy domowej w art. 3 b) za przemoc domową uznaje wszelkie akty fizycznej, seksualnej, psychologicznej lub ekonomicznej przemocy występujące w rodzinie lub gospodarstwie domowym lub pomiędzy byłymi lub obecnymi małżonkami lub partnerami, niezależnie od tego, czy sprawca i ofiara dzielą miejsce zamieszkania, czy też nie.

## Przykłady przemocy domowej
- Destruktywna krytyka i słowne ubliżanie: np. krzyki, drwiny, oskarżanie, wyzwiska, werbalne groźby;
- Taktyka nacisków: dąsanie się, grożenie (niedawaniem pieniędzy, wyłączaniem telefonu, zabraniem samochodu, popełnieniem samobójstwa, zabraniem dzieci, złożeniem na ofiarę skargi do instytucji socjalnych);
- Brak szacunku: ustawiczne upokarzanie ofiary przy innych, nieodpowiadanie na pytania ofiary, zabieranie pieniędzy bez pytania, odmowa pomocy przy dzieciach czy pracach domowych;
- Nadużycie zaufania: kłamstwa, okazywanie zazdrości, zdradzanie, niedotrzymywanie obietnic i wspólnych uzgodnień;
- Izolowanie: podsłuchiwanie lub blokowanie rozmów telefonicznych, mówienie, dokąd wolno i dokąd nie wolno chodzić ofierze, uniemożliwianie jej kontaktów z przyjaciółmi czy rodziną;
- Nękanie: śledzenie i sprawdzanie ofiary, otwieranie listów, ustawiczne sprawdzanie, z kim ofiara się kontaktuje, zawstydzanie ofiary przed innymi;
- Groźby: agresywna gestykulacja, wykorzystywanie przewagi fizycznej do zastraszania ofiary, niszczenie rzeczy ofiary, tłuczenie przedmiotów, walenie w ściany, grożenie zabiciem lub skrzywdzeniem ofiary albo dzieci;
- Przemoc seksualna: gwałcenie (zmuszanie siłą i groźbą czy zastraszaniem do współżycia płciowego, współżycie wtedy, gdy ofiara tego nie chce), upokarzające traktowanie z powodu orientacji seksualnej;
- Przemoc fizyczna;
- Wypieranie się: zaprzeczanie zarzutom złego traktowania, wmawianie ofierze, że sama ponosi winę za złe traktowanie, okazywanie przy innych dobroci i cierpliwości, płacz i błaganie ofiary o przebaczenie, przyrzekanie, że to się już więcej nie zdarzy.

Z uwagi na to, że osoby dopuszczające się przemocy zwykle zachowują się na zewnątrz inaczej, niż na osobności, większość ludzi najczęściej nie zdaje sobie z niej sprawy. Czasem trudno jest uwierzyć, że ktoś, kto zachowuje się publicznie przyzwoicie, może nieludzko traktować swoją rodzinę. Obawa, że inni nie uwierzą, może dodatkowo utrudnić decyzję o zwróceniu się o pomoc.
W Deklaracji ONZ z 1993 roku o Eliminacji Przemocy wobec Kobiet wyróżniono 3 poziomy występowania przemocy wobec kobiet: państwo, społeczeństwo i rodzinę. Jak można przeczytać w Deklaracji: przemoc w rodzinie to: maltretowanie przez partnerów, wykorzystywanie seksualne dziewczynek, przemoc związana z posagiem, gwałt małżeński, okaleczanie żeńskich narządów płciowych i inne tradycyjne praktyki, które są szkodliwe dla kobiet. Zalicza się tu także naruszanie praw osób pracujących jako pomoc domowa: więzienie ich, brutalność fizyczną względem nich, niewolnicze warunki pracy i przemoc seksualną.
Przemoc w domu często wiąże się niskim dochodem na rodzinę i seksualną niedyspozycją jednego z partnerów, ale także alkoholizmem i narkomanią jako jedną z przyczyn tego stanu rzeczy. Badania wskazują, że występuje także dość często w rodzinach o wysokim standardzie materialnym i pozycji społecznej.

## Przemoc domowa w prawie karnym
Przemoc domowa jest przestępstwem. Przestępstwo to znane jest w polskim kodeksie karnym jako przestępstwo znęcania się nad rodziną.
Od 1998 obowiązuje procedura „Niebieska Karta” opracowana przez Komendę Główną Policji wraz z Komendą Stołecznej Policji i Państwową Agencję Rozwiązywania Problemów Alkoholowych. Określa ona m.in. sposoby postępowania funkcjonariuszy Policji podczas interwencji dotyczącej przemocy domowej.

## Przemoc domowa wobec kobiet
Jak można przeczytać w Krajowym Programie Działań na Rzecz Kobiet przyjętym przez Rząd RP w 2003 roku, „przemoc wobec kobiet jest przejawem historycznej nierówności sił w stosunkach pomiędzy kobietami a mężczyznami, która doprowadziła do zdominowania i dyskryminacji kobiet przez mężczyzn oraz stanowi barierę dla pełnego awansu kobiet”.
Według Amnesty International przemoc domowa wobec kobiet to najczęściej zgłaszane przestępstwo. Więcej kobiet w wieku od 15 do 44 lat umiera na skutek przemocy niż na raka, malarię czy w wypadkach drogowych, a w ciągu swego życia co trzecia kobieta zostaje pobita, zmuszona do uprawiania seksu lub pada ofiarą innych naruszeń praw człowieka. 70% zamordowanych kobiet ginie z rąk swoich partnerów. W Polsce przemoc domowa jest zjawiskiem powszechnym i dotyczy wszystkich warstw społeczeństwa, a nie tylko środowisk patologicznych. Według badań CBOS z 2002 roku co ósma Polka przyznała, że co najmniej raz została uderzona przez partnera podczas małżeńskiej awantury.
Według badań CBOS z lutego 2005 w sumie 37% badanych zna przynajmniej jedną kobietę – ofiarę przemocy w rodzinie. 4% badanych deklaruje, że zna wiele takich kobiet, 16% zna kilka takich kobiet, 17% zaś zna 1-2 takie kobiety.
Według danych tak Policji, jak i Ministerstwa Sprawiedliwości, mężczyźni popełnili w 2003 roku 97,6% przestępstw znęcania się nad rodziną.
W V sprawozdaniu okresowym Rzeczypospolitej Polskiej z realizacji postanowień Międzynarodowego Paktu Praw Obywatelskich i Politycznych obejmujące okres od stycznia 1995. do 1 października 2003 można przeczytać, że w 2002 roku ofiar przemocy domowej ogółem było 127 515, w tym mężczyźni 7121 (czyli około 6%, statystyki budowane na podstawie Niebieskiej Karty).
Podręcznik dla parlamentarzystów Unii Europejskiej zwraca uwagę, że przemoc wobec kobiet odzwierciedla powszechną dominację jednej płci nad drugą. Wskazuje również, że społeczeństwa wykazują większą tolerancję wobec tego zjawiska, często także przemoc wobec dziewcząt i kobiet wynika z tradycji kulturowych
lub religijnych.
Przemoc domowa wobec kobiet miewa też miejsce, podobnie jak przemoc wobec mężczyzn, w ramach tej samej płci. Zdarzają się przypadki znęcania fizycznego i psychicznego nad osobami niepełnosprawnymi lub niedołężnymi ze względu na wiek lub chorobę, także własnymi matkami, babciami i córkami.
Wiąże się z nią również przemoc wobec zwierząt. Ponad 70% kobiet-ofiar przemocy domowej mówiło, że znęcający się mężczyźni byli również agresywni wobec zwierząt – zabijali je lub grozili ich zabiciem. Prześladowcy kobiet znęcający się również nad zwierzętami cechowali się większą potrzebą kontroli i większą brutalnością.
9 kwietnia 2020 roku ONZ opublikowało raport dotyczący wpływu koronawirusa na życie kobiet. Pokazuje on, iż we Francji od momentu marcowego lockdownu liczba zgłoszeń dotyczących przemocy domowej wzrosła o 30%. Problem dotyczy też innych krajów -- w Wielkiej Brytanii, Niemczech, Hiszpanii, Stanach Zjednoczonych, czy Kanadzie w każdym z tych krajów w czasach pandemii liczba kobiet wysyłających zgłoszenia wzrosła.

## Przemoc domowa wobec mężczyzn
Do niedawna nie prowadziło się badań na temat przemocy domowej stosowanej przez kobiety. Wyniki tych badań są niejednoznaczne. Niektóre z nich wskazują, że przemoc domową częściej stosują kobiety na mężczyznach, inne, że to mężczyzna częściej może być sprawcą przemocy domowej, lub że jest ona przez obie płci stosowana równie często. Wyjątkiem jest liczba zabójstw, których częściej dokonują mężowie na żonach.
Według badań CBOS w Polsce i na Węgrzech w 2002 i 2003 takie same grupy kobiet i mężczyzn (14%) deklarują, że przynajmniej raz doświadczyły przemocy. Jednocześnie jednak kobiety przyznają częściej, że były wielokrotnie bite.
Według badań Instytutu Psychologii Zdrowia PTP, wykonanych w 2004 r. na zlecenie Urzędu Miasta Stołecznego Warszawy na grupie 1000 dorosłych mieszkańców stolicy do policzkowania wobec partnera przyznało się 6% kobiet i 4% mężczyzn, a do popychania i szarpania – 7% kobiet i 11% mężczyzn i do bicia po 3% kobiet i 3% mężczyzn. Przemoc ze strony partner w tych samych badaniach przedstawia się następująco: policzkowanie – 6% kobiet i 5% mężczyzn, szarpanie – 16% kobiet i 16% mężczyzn, bicie – 8% kobiet i 4% mężczyzn. Większość badań wykazuje, że przemoc wobec mężczyzn częściej ma charakter przemocy psychicznej (poniżanie, wyzwiska), rzadziej fizycznej (najczęściej w formie policzkowania).
Przemoc domowa wobec mężczyzn najczęściej spotyka się z irracjonalnym wstydem ze strony ofiary, brakiem reakcji ze strony policji i dyskryminacją ze strony sądu. Jednocześnie mężczyzn zniechęca do ujawniania przemocy, której doznali, brak jakiejkolwiek opieki nad męskimi ofiarami takiej przemocy.
W 1977 roku do nauki został wprowadzony termin zespół maltretowanego męża (ang. battered husband syndrome).
Istnieje jeszcze jeden aspekt różnic między płciami w badaniach i statystykach mówiących o przemocy domowej. Co druga Polka skazana za zabójstwo męża lub konkubenta to ofiara domowej przemocy.
Przemoc domowa wobec mężczyzn, podobnie jak i kobiet, miewa też miejsce w ramach tej samej płci. Znane są przypadki znęcania fizycznego i psychicznego nad osobami z najbliższej rodziny, niepełnosprawnymi lub niedołężnymi ze względu na wiek lub chorobę. Często w tej formie przemocy zgodnie współuczestniczą oboje małżonkowie lub konkubenci.

## Przemoc domowa wobec dzieci

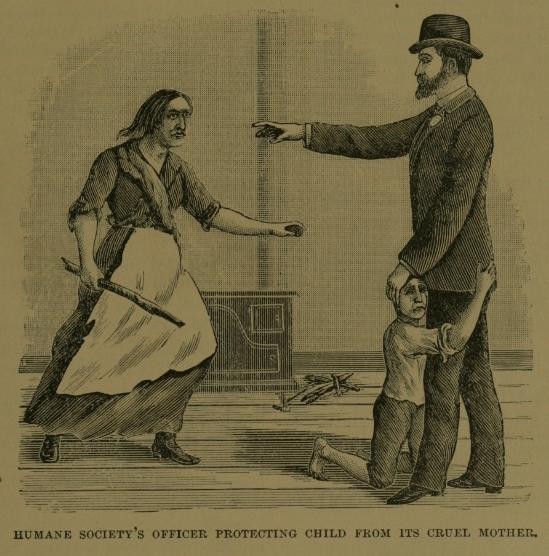
1888. Ilustracja z książki Toronto Humane Society

Sprawcami przemocy domowej wobec dzieci bywają zarówno mężczyźni i kobiety, najczęściej rodzice lub opiekunowie, ale także inni członkowie rodziny (dziadkowie, starsze rodzeństwo). Niektóre badania wskazują, że kobiety stosujące przemoc częściej niż mężczyźni kierują ją wobec dzieci.
Pewne formy przemocy są tak bardzo wrosłe w tradycyjne pojęcie wychowania, że znajdują wciąż dość szeroką akceptację społeczną. Karanie dzieci, także tzw. „klapsem” czy biciem aprobują publicznie niektórzy politycy. Do przemocy fizycznej wobec dzieci dochodzi wbrew częstym opiniom nie tylko w rodzinach dysfunkcyjnych, ale także wśród osób z wyższym wykształceniem i wysokim statusem społecznym i materialnym. Niekiedy podłożem przemocy wobec dzieci może być pedofilia. Dzieci zazwyczaj są również pośrednimi ofiarami przemocy domowej, będąc świadkami stosowania przemocy między rodzicami lub opiekunami.
Wbrew pozorom dzieci nie stanowią największej grupy ofiar przemocy domowej, według statystyk Policji to kobiety stanowią ponad 60% ofiar zgłoszonych przypadków, natomiast dzieci i młodzież – około 30%; V sprawozdanie okresowe Rzeczypospolitej Polskiej z realizacji postanowień Międzynarodowego Paktu Praw Obywatelskich i Politycznych obejmujące okres od stycznia 1995 do 1 października 2003 roku.
Warto zaznaczyć, że polska Konstytucja zabrania stosowania kar cielesnych (art. 40). Ponadto od 2010 roku obowiązuje całkowity zakaz stosowania kar cielesnych w wychowaniu w rodzinie. Zakaz ten wprowadziła nowelizacja ustawy o przeciwdziałaniu przemocy w rodzinie.

## Inicjatywy społeczne przeciw przemocy domowej
W Brazylii kosmetyczki przeszkolono, by zauważać oznaki przemocy domowej i zgłaszać je do odpowiednich organów pomocowych.

## Książki o przemocy domowej
- Centrum Praw Kobiet Poznaj swoje prawa...jeśli jesteś ofiarą gwałtu. Poradnik prawny dla kobiet Warszawa 2004
- Centrum Praw Kobiet Poznaj swoje prawa...jeśli jesteś ofiarą przemocy. Poradnik prawny dla kobiet Warszawa, 2004
- Centrum Praw Kobiet Poznaj swoje prawa...jeśli chcesz się rozwieść. Poradnik prawny dla kobiet Warszawa 2004
- Centrum Praw Kobiet Przemoc w rodzinie wobec kobiet i dzieci Warszawa 2000
- Centrum Praw Kobiet Gwałt Warszawa, 2000.
- NEWW- Polska Kobiety wobec przemocy. Mały poradnik dla ofiar przemocy w rodzinie Gdańsk 2003
- Ośrodek Informacji Środowisk Kobiecych OŚKa Przemoc wobec Kobiet. Biuletyn Oska 1/2002
- L. Brannan, Psychologia rodzaju, Gdańsk, 2001.
- S. Graff, B. Rieger Samoobrona dla dziewcząt Warszawa 2003
- B. Gruszczyńska, Przemoc wobec kobiet. Aspekty prawnokryminologiczne, Oficyna a Wolters Kluwer business, Warszawa 2007.
- J. Herman Przemoc – uraz psychiczny i powrót do równowagi, Gdańsk 1998, 2003
- Sh. Herzberger Przemoc domowa. Perspektywa psychologii społecznej. PARPA, Warszawa 2002
- E. Kaschak Nowa psychologia kobiety. Podejście feministyczne Gdańsk 2001
- Komenda Główna Policji Raport o zjawiskach patologii społecznej, stanie przestępczości i demoralizacji nieletnich oraz przedsięwzięciach w zakresie prewencji kryminalnej w 2003 roku Warszawa 2004
- Komenda Główna Policji Raport o zjawiskach patologii społecznej, stanie przestępczości i demoralizacji nieletnich oraz przedsięwzięciach w zakresie prewencji kryminalnej w 2004 roku Warszawa 2005
- W. Kruczyński, P. Droździak Zawsze bezpieczna. psychologiczne aspekty samoobrony kobiet Warszawa 2003
- D. Kubacka – Jasiecka, H. Lipowska – Teutsch Oblicza kryzysu psychologicznego i pracy interwencyjnej Wydawnictwo ALL, Kraków 1997
- S. Lipsitz – Bem, Męskość – kobiecość, tłum. Sylwia Pikiel Gdańsk 2000
- S. Mufson, R. Kranz Gwałt na randce Warszawa 1996
- T. Nelson, Psychologia uprzedzeń, przeł. A. Nowak, Gdańsk 2003
- M. Cabalski, Przemoc stosowana przez kobiety, Studium kryminologiczne, Kraków 2014